# Edmund Callier

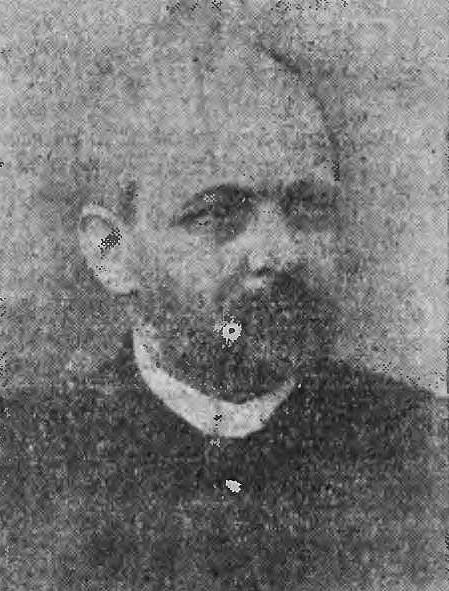
Edmund Callier

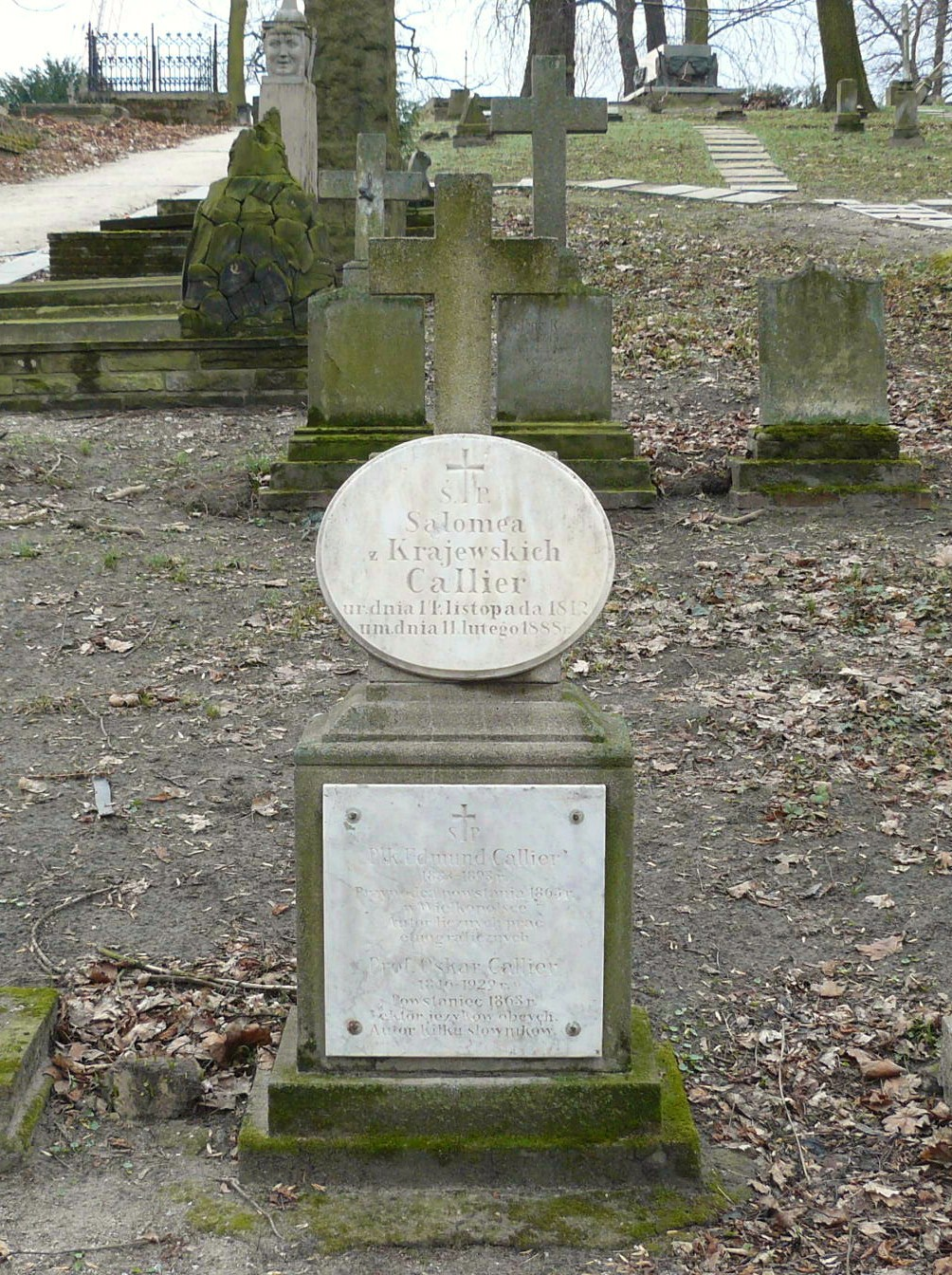
Grób Callierów (tablica Edmunda – dolna) – cmentarz Zasłużonych Wielkopolan, Poznań

Edmund Callier (ur. 2 października 1833 w Szamotułach, zm. 14 grudnia 1893 w Poznaniu) – polski historyk i publicysta, pułkownik powstania styczniowego.

## Życiorys
Urodził się w rodzinie ewangelickiej z ojca Fryderyka (sekretarz powiatowy) i matki Salomei z Krajewskich. Ojciec był potomkiem rodziny hugenockiej, która w XVII w. osiedliła się w Polsce. Edmund dzieciństwo spędził w Buku, a następnie we Wrześni. Wychowaniem Edmunda i jego rodzeństwa, w tym młodszym bratem Oskarem, zajmowała się wyłącznie matka „zacna i gorliwa Polka”, ojciec bowiem często zmieniał miejsca pracy i mieszkał w oddaleniu od rodziny. Na atmosferę wychowania miał niewątpliwie wpływ fakt bywania w ich domu Andrzeja Niegolewskiego – oficera szwoleżerów, uczestnika bitwy o wąwóz Somosierra. Callier od 1843 uczęszczał do niemieckiego gimnazjum w Poznaniu, później „uczył się handlu”, lecz bez powodzenia. Podczas wojny szlezwickiej (1848–1850) wstąpił do armii pruskiej. Z powodu młodego wieku zwolnili go jednak wkrótce, wtedy podjął pracę we Wrześni jako urzędnik zarządu miasta (urzędu ziemskiego), którym pozostawał do 1854. Następnie udał się pieszo do Francji, gdzie wstąpił do Legii Cudzoziemskiej. W 1855 roku w Konstantynopolu spotkał się z Adamem Mickiewiczem. Brał udział w wojnie krymskiej, walczył pod Sewastopolem, gdzie dosłużył się stopnia sierżanta i zasłużył sobie na obywatelstwo francuskie. Resztę służby odbył w Afryce, gdzie w Egipcie nadzorował robotników zatrudnionych przy budowie Kanału Sueskiego. W Algierze otrzymał stopień oficerski za żołnierskie zasługi. W 1859 wrócił do Poznania, uczył języków obcych, ogłaszał wspomnienia w pismach polskich i zagranicznych.
Po wybuchu powstania styczniowego (22 stycznia 1863) udał się do Środy Wielkopolskiej, gdzie przy pomocy Komitetu Działyńskiego utworzył oddział powstańczy. Po przekroczeniu granicy Królestwa Polskiego pod Gorazdowem na początku marca 1863 przyłączył się do oddziału Kazimierza Mielęckiego, prowadzącego walki w województwie kaliskim. 22 marca 1863 walczył pod Olszakiem (Pątnowem), gdzie odznaczył się i odniósł rany. Po wyleczeniu się powrócił w połowie maja do Królestwa Polskiego. Ranny Kazimierz Mielęcki mianuje go swoim następcą na stanowisku naczelnika wojskowego województwa mazowieckiego. Rząd Narodowy zatwierdza go na tym stanowisku i mianuje pułkownikiem. Od maja do sierpnia 1863 stoczył kilkanaście bitew i potyczek. Zasłynął jako znakomity dowódca, wykazując nieprzeciętne zdolności prowadzenia walki partyzanckiej. Walczy pod Grochowami, Izbicą, Dobrzelinem, Złakowem Kościelnym, Brzozowem, Sobotą, Mrogą, Jackowicami, Borowcem, Buczkiem, Goraninem i Ignacewem. Działał w tych okolicach, bowiem był zaprzyjaźniony z właścicielami i z dzierżawcami majątków, a także chętnie był przyjmowany przez proboszczów parafii, którzy byli także dowódcami wojskowymi na danym terenie. W Mrodze, w dworze, którego właścicielem był hrabia Antoni Grabowski, przebywali ranni powstańcy, za co hrabia Grabowski był aresztowany i przebywał w więzieniu carskim.
Dnia 23 lipca 1863 na polach wsi Skowroda w bitwie poległo 6 powstańców, a 6 innych został rannych. 5 pochowano na cmentarzu w Kocierzewie. Ostatniego namaszczenia powstańcom udzielał ksiądz Tomasz Górecki, proboszcz parafii kocierzewskiej. Po bitwie pomaszerował na Orłów przez Skrzeszewy i Oporów. W Orłowie zniszczył most na Bzurze, a w Dobrzelinie dokonał przeglądu wojsk.
Dnia 26 lipca Callier zaatakował Sobotę, gdzie znajdowały się wojska rosyjskie. Podczas potyczki nieprzyjacielowi przyszła na pomoc piechota i powstańcy odstąpili od natarcia, wycofali się do Złakowa. Stamtąd chcieli pomaszerować na Jeziorko. Po drodze doszło do spotkania z Rosjanami. Oddział w liczbie 140 żołnierzy rozpierzchł się. Przy dowódcy została garstka żołnierzy. Ponownie sformowany oddział przybył do Wituszy pod Kiernozią. Powrócili do niego uciekinierzy spod Złakowa.
Callier – jako dowódca – był bardzo ruchliwy, gdyż to było gwarancją sukcesu. Szybkie marsze, powodowały, że nieprzyjaciel nie mógł się dowiedzieć, gdzie znajdują się powstańcy. Z Wituszy wysłał zwiad do Soboty, gdzie miał przyjaciela, burmistrza Walentego Maniewskiego. Ale ostatecznie wysłał oddział pod Łowicz od strony północnej, sam jadąc przez Domaniewice do Lubiankowa i do Brzozowa koło Skierniewic. Nie dojechał tam, bowiem w nocy 28 lipca czekała nań pod Brzozowem pułapka, w którą nie dał się wciągnąć i wycofał się przez Kołacinek pod Łowicz, do swojego oddziału.
Alfons Parczewski (Powstanie styczniowe w okolicach Łodzi, [w:] „Rocznik Oddz. Łódzkiego PTH 1929-30”, s. 193–215) opisuje jego oddział gdy przebywał on w Mikołajewicach k. Lutomierska. Stanisław Strumph-Wojtkiewicz (Powstanie styczniowe, Warszawa 1963, s. 166) ocenia Calliera jako jednego z najlepszych dowódców walczących w Kaliskiem i na Mazowszu, z którym ogromnie liczył się Romuald Traugutt. W sierpniu 1863 złożył dymisję w związku z nieporozumieniami z Rządem Narodowym i w proteście po otrzymaniu rozkazu podporządkowania się gen. Edmundowi Taczanowskiemu, którego sposobu prowadzenia wojny nie podzielał. Udał się do Paryża, gdzie przebywał kilka miesięcy. 2 stycznia 1864 Callier wrócił jednak do powstania i podjął się formowania oddziałów na terenie Prus Wschodnich przeznaczonych do wkroczenia w Płockie. Nie zdołał wykonać tego zadania, ponieważ na skutek zdrady uwięziono go i w procesie berlińskim skazano na rok twierdzy za zdradę stanu. Karę odbywał w Grudziądzu.
Resztę życia spędził w Poznaniu. W 1866 wydał wspomnienia (napisane w więzieniu) pt. Trzy ustępy z powstania (z 7 planami i mapą woj. mazowieckiego). Był administratorem „Dziennika Poznańskiego”, założył też w 1870 roku księgarnię antykwaryczną i wydawał pismo „Tygodnik Wielkopolski”. Pisał również do „Lecha”, „Warty”; warszawskiej „Biblioteki”, „Ateneum” oraz inowrocławskiego „Dziennika Kujawskiego”. Był autorem licznych prac o tematyce geograficzno-historycznej powiatów wielkopolskich. Jeden z prekursorów wykorzystywania map jako ważnego źródła historycznego. Członek Poznańskiego Towarzystwa Przyjaciół Nauk, Towarzystwa Przemysłowców, Towarzystwa Gimnastycznego „Sokół”, Towarzystwa Dobroczynności oraz Towarzystwa Kolonii Letnich „Stella”.
W 1870 ożenił się z córką lekarza z Konina Józefa Grodnickiego – Aleksandrą, dziennikarką i tłumaczką i miał z nią czworo dzieci.
Zmarł w Poznaniu 14 grudnia 1893 jako katolik. Pogrzeb jego był narodową manifestacją społeczeństwa wielkopolskiego, oddaniem mu hołdu za to, co zdziałał dla ojczyzny. Został pochowany na cmentarzu świętomarcińskim. Po jego likwidacji spoczął na cmentarzu Zasłużonych Wielkopolan obok swojej matki Salomei i brata Oskara.

## Upamiętnienie
Zmarli powstańcy 1863 roku zostali odznaczeni przez prezydenta RP Ignacego Mościckiego 21 stycznia 1933 roku Krzyżem Niepodległości z Mieczami.
Jego nazwisko nosi ulica w Poznaniu i Szamotułach. Jest patronem Biblioteki Publicznej MiG w Szamotułach.
Krystyna Butkiewicz cytuje w zakończeniu książki o Callierze jego słowa: Nad wszystko kocham ojczyznę; kocham wszystkich czcigodnych członków narodu mego; kocham przeszłość polską i wszystkie znamiona, które nas Polaków od innych odróżniają narodów: jednym słowem kocham wszystko, co jest polskie, choćby jedynie dlatego, że jest polskim.

## Twórczość
- Trzy ustępy z powstania polskiego 1863-1864, Poznań, 1868.
- Powiat kościański w XVI stuleciu. Szkic geograficzno-historyczny, Poznań 1885.
- Powiat nakielski w XVI stuleciu. Szkic geograficzno-historyczny, Poznań 1886.
- Powiat wałecki w XVI stuleciu. Szkic geograficzno-historyczny, Poznań 1886.
- Bitwy i potyczki stoczone przez wojsko polskie w roku 1831..., Poznań 1887.. wbc.poznan.pl. [zarchiwizowane z tego adresu (2018-11-23)].
- Powiat obornicki pod względem dziejowym z zastosowaniem do topografii współczesnej, Poznań 1887.
- Powiat kaliski w XVI stuleciu. Szkic geograficzno-historyczny, Poznań 1887.
- Powiat poznański pod względem dziejowym z zastosowaniem do topografii współczesnej, Poznań 1887.
- Powiat ostrzeszowski w XVI stuleciu. Szkic geograficzno-historyczny, Poznań 1888.
- Powiat pyzdrski w XVI stuleciu. Szkic geograficzno-historyczny, Poznań 1888.
- Szkice geograficzno-historyczne, Poznań 1888.
- Akta grodzkie poznańskie z lat 1386–1399 pod względem geograficznym, Poznań 1889.
- Ostrorog: monografia w głównych zarysach, Poznań 1891.
- Słów kilka o Czarnkowie z powodu siedmsetnego jubileuszu, przypadającego wrzekomo na rok 1892..., Poznań 1892.
- Kronika żałobna utraconej w granicach W. X. Poznańskiego ziemi polskiej. Powiat żniński..., Poznań 1893.
- Kronika żałobna utraconej w granicach W. X. Poznańskiego ziemi polskiej. Powiat wągrowiecki..., Poznań 1894.
- Kruszwica, Inowrocław 1895.